# Jean-Louis Vacher
Jean-Louis Vacher (Tours, 20 novembre 1951) è un ex cestista francese.

## Carriera
Con la Francia ha disputato due edizioni dei Campionati europei (1973, 1977).

## Palmarès
- Campionato francese: 2

ASPO Tours: 1975-76, 1979-80